# .cl
.cl (Chile) é o código TLD (ccTLD) na Internet para o Chile.